# Fohlenhof (Neudrossenfeld)
Fohlenhof ist ein Gemeindeteil der Gemeinde Neudrossenfeld im Landkreis Kulmbach (Oberfranken, Bayern). Fohlenhof liegt in der Gemarkung Lindau.

## Geographie
Der Weiler liegt am Fuße der bewaldeten Anhöhe Hohenberg (484 m ü. NHN, 0,5 km westlich). Im Osten erstreckt sich die Trebgastwiese, die von der Trebgast durchflossen wird. Die Kreisstraße KU 11 führt nach Haidelmühle (0,4 km östlich) bzw. nach Waldau (1,1 km südlich). Die Kreisstraße KU 29 führt nach Hainbühl (0,9 km nordwestlich).

## Geschichte
Fohlenhof wurde auf dem Gemeindegebiet von Lindau gegründet. Auf der Karte Kulmbach (West) von 1863 mit Nachträgen von 1934 ist der Wohnplatz eingetragen und bezeichnet, 1950 war der Name Fohlenhof noch nicht amtlich verliehen. Am 1. Juni 1972 wurde Fohlenhof im Zuge der Gebietsreform in Bayern in die Gemeinde Neudrossenfeld eingegliedert.

### Einwohnerentwicklung
| Jahr      | 001950 | 001961 | 001970 | 001987 |
| Einwohner | 22     | 11     | 10     | 7      |
| Häuser    | 1      | 1      |        | 3      |
| Quelle    | [ 7 ]  | [ 10 ] | [ 11 ] | [ 1 ]  |

## Religion
Fohlenhof ist evangelisch-lutherisch geprägt und nach Neudrossenfeld gepfarrt.